# 国鉄モハ32形電車
モハ32形は、かつて日本国有鉄道（国鉄）に在籍した旧形電車である。1953年（昭和28年）6月1日に実施された車両形式称号規程改正（改番）により、全く出自の異なる2種が存在する。
- 初代 - 1930年（昭和5年）から1931年（昭和6年）にかけて製造された、車体長17m級2扉クロスシートの制御電動車。45両が製造され、1953年の改番では、モハ14形に改められた。詳細は国鉄32系電車#モハ32形を参照。
- 2代目 - 1944年（昭和19年）に、モハ42形に扉を増設して製作された、両運転台の車体長20m級4扉ロングシート車。当初はモハ42形のままであったが、1953年の改番によりモハ32形に改められた。1959年（昭和34年）6月施行の車両形式称号規程改正では、クモハ32形となった。詳細は国鉄42系電車を参照。